# Philonicus plebeius
Philonicus plebeius är en tvåvingeart som först beskrevs av Osten Sacken 1887.  Philonicus plebeius ingår i släktet Philonicus och familjen rovflugor. Inga underarter finns listade i Catalogue of Life.